# Историја астрономије
Историја астрономије започиње још у праисторијско време, давно пре првих писаних докумената. Човек се развијао у условима околне природе; људски организам и животне активности прилагођавали су се правилним изменама дана и ноћи, те изменама годишњих доба. Појединачни и друштвени опстанак и развој зависио је о томе колико је природна околина упозната и искориштена. Али непосредна је околина део много веће целине, свемира. Тако је спознавањем природне околине и из сталних практичних потреба изникла астрономија.
Астрономија је једна од најстаријих природних наука, са својим зачецима у религији, митологији, космологији и астрологији. Први астрономи су разликовали планете и звезде, јер су се плантете кретале по небеском своду, док су звезде привидно стојале у месту вековима.

## Почеци
Прва друштва су небеска тела доводила у везу са боговима и духовима. Небеска тела и њихова кретања су повезивана са природним феноменима као што су киша, суша и временска доба. Верује се да су први „професионални“ астрономи били свештеници.

### Праисторијска астрономија
Трагови спознавања свемира се налазе и код пећинског сликарства (палеолитска уметност). На њима се препознаје сазвежђе Великог медведа, Касиопеја и нека друга сазвежђа, поготову сазвежђа зодијака. О улози астрономије у камено доба сведоче и мегалитски остаци, као што су Госецки кругови (стари готово 7000 година) или Стоунхенџ (стар готово 5000 година). То су били и остаци културних средишта и првих астрономских опсерваторија.

## Астрономија древних цивилизација
У свим цивилизацијама које су претходиле старогрчкој цивилизацији или су се развијале независно, а то су древни Вавилон, Кина, Египат, као и цивилизације претколумбијске Америке, које су земљописним положајем биле отцепљене од развојних токова Старог света, налазе се неке заједничке опште особине. Резултати до којих су те цивилизације дошле постигнути су сталним понављањем радних поступака; у астрономији понављањем посматрања. Правила су се изводила на основи проверених чињеница, али без изградње теоријског модела. Зато је тачност резултата зависила о дужини времена које је једна цивилизација имала на располагању. Висока тачност је постигнута у одређивању трајања године и у претказивању помрачења. Али суштина појава остала је непозната, па су се оне могле истодобно оправдати разним наивним и празноверним објашњењима. Тако су, на пример, Вавилонци сматрали да Земљина плоча лежи на леђима слонова који се упиру у леђа корњаче, а ова пак јаши на змији која плива бескрајним океаном.
Астрономија код древних цивилизација Месопотамије се јавља око 3000. п. н. е, а врхунац свога развоја доживљавају у годинама од 600. до 500. п. н. е. Били су веома практични и потребна су им тачна мерења. Од њих је човечанство наследило подјелу календара у 12 месеци по 30 дана. Готово сви називи сазвежђа зодијака потичу од њих.
У древној Кини астрономија се јавља такоде око 3000. п. н. е. Опажања су довела до претказивања помрачења. Разликовали су 5 лутајућих звезда (планета) од осталих звезда. Време су мерили веома тачним сунчаним сатовима. Астрономе су уважавали у друштву. С пропадањем државне организације и знања су нестајала, те се нису даље преносила.
Астрономи древног Египта су много пажње обратили одређивању трајања године. Разлог је био што су привредно јамчано зависили од правилног понављања поплава Нила. Трајање године одређивали су истовременим изласком Сунца и Сириуса, што се догађа једном годишње. Увели су преступне године.
Маје, а и остале древне америчке цивилизације, су се развијале независно, од 500. п. н. е. до 1500. Имали су веома тачне податке о кретањима небеских тела и о трајању године.

## Астрономија древних Грка
Природно је да су древни Грци, као морепловци и становници Средоземља, били упућени на астрономију. Слично томе како су одлучно мењали своје друштво и прекрајали политичку карту света, тако су се одлучнима и одважнима показали и у науци. Улазили су у мисаоне подухвате, који су понекад за миленијуме претходили пред својим временом, стога нису могли бити усвојени од стране друштва. Не сме се заборавити да се науком бавио узак слој повлаштених, те су научна достигнућа била позната малобројнима. Опште образовање далеко је заостајала за врхунцима научне мисли. Народи су и даље сматрали да је Земља равна плоча која плива на океану. Зато је прошло више од хиљуду година од првих хелиоцентричких идеја, мерења величине Земље, Месеца и Сунца (а и њихових удаљености), до тренутка када је наука на основу Коперникових радова прихватила хелиоцентрични систем. Оно што је древним Грцима донело научну славу, у односу на претходне и друге цивилизације, био је нов приступ. У науку су унели преокрет увођењем строго логичких поступака и мисаоних експеримената. Успоставили су теорију као саставни део истраживања и наука.

### Талес
Први велики старогрчки астроном је био Талес из Милета (640. или 624. п. н. е. – око 547. п. н. е.). На основу вавилонске и египатске заоставштине спровео је рачун помрачења. Да је Талес открио Малог медведа и Северњачу заправо значи да је препознао предности пловидбе према Северњачи, у супротности с праксом Грка да се оријентишу према Великом медведу. Могуће је да је знање о дужини године Талес стекао код древних Египћана. Он свакако није установио годишња доба, него начин на који је мењање небеског положаја Сунца кроз годину повезано с климатским променама.

### Демокрит
Демокрит (460. п. н. е. - 370. п. н. е.) је и први познати филозоф који је шватио да је оно што ми називамо Млечни пут заправо светлост далеких звезда. Демокрит је био један од првих људи који је предпоставио да је свемир сачињен од много светова, од којих су неки насељени:
У неким световима нема Сунца и Месеца, у неким су већи него у нашем свету, а у другим их има више. У неким деловима има више светова, а у неким мање (...); у неким се рађају, у другим умиру. Неки светови су лишени живих бића или било каквих мириса.

### Аристотел
Аристотел (384. п. н. е. - 322. п. н. е.) оставио је два доказа да је Земља округла. За време помрачења Месеца, при уласку Месеца у Земљину сену, облик сене је кружан, и то увек, без обзира на то како је Земља окренута према Месецу. Други доказ даје промена висине звезда над обзором; путовањем на север неке се звезде све више издижу над обзором, неке нестају испод њега. Месец је такође кугла, јер то показују Месечеве мене. У Аристотеловом познавању свемира (космологија), природни закони који вреде за Земљу разликују се од закона који вреде за друга небеска тела. Сама Земља је тешка, па ако већ не би била у средишту света, морала би тамо пасти. Над Земљом се материје распоређују по висини, према томе јесу ли теже или лакше. Тела изван Земље крећу се једнолико и по кружницама. Ради тумачења видљивих крегања Сунца, Месеца и планета, Аристотел уводи концентричне (кристалне) сфере. Последња је сфера са звездама. Изван ње материја и простор престају постојати. Аристотелова геоцентрична космологија је превладала грчком сликом света.
Аристотел је имао јак астрономски доказ против кретања Земље око Сунца. То би се кретање одразило на међусобни размештај звезда. Ако се претпостави да су звезде учвршћене на једној (задњој) сфери, крећући се око Сунца, Земља би се приближавала звездама и удаљавала од њих, чиме би се мењао видни угао међу звездама. Тако замишљена појава прозвана је паралаксом (грч. τράλλαξιζ: промена, одступање). Међутим, таква појава није уочена. Осим тога, по шваћању тадашње механике, за кретање материјалних тела потребна је стална покретачка сила, те би за велика тела као што је Земља, била потребна огромна сила. Ту је запреку срушила тек механика Галилеа и Њутна.

## Ренесанса
Ренесансни период у астрономији почиње радовима Николе Коперника који је предложио идеју хелиоцентричног система. У хелиоцентричном систему се планете окрећу око Сунца, а не око Земље. У свом раду „De revolutionibus“, Коперник је изложио математички модел хелиоцентричног система, користећи геометријске технике присутне у астрономији још од времена Клаудија Птоломеја. Његови налази су касније потврђени, проширени и измењени од стране Галилео Галилеја и Јохана Кеплера.